# طبيب الطاعون

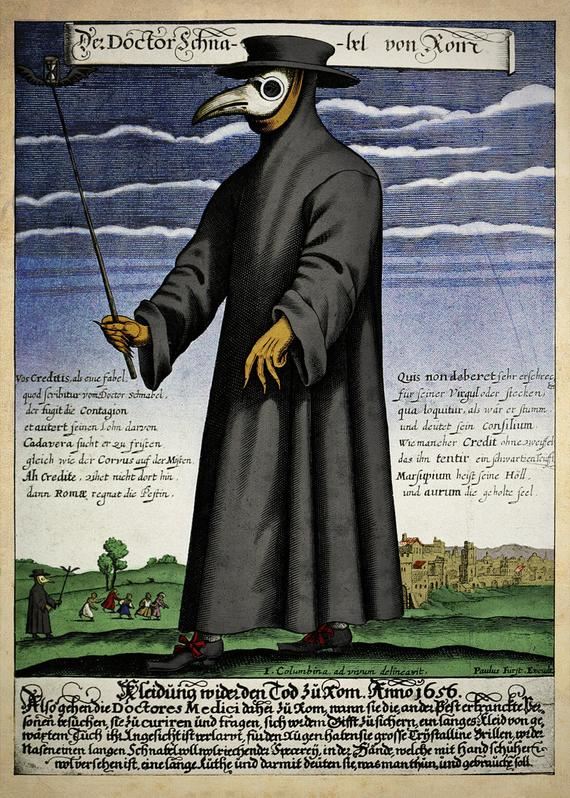
نقش نحاسي للدكتور شنابل (معناه، الدكتور منقار)، طبيب طاعون في روما القرن السابع عشر، حوالي 1656

كان طبيب الطاعون طبيبا مختصا في معالجة ضحايا الطاعون الدبلي. وكان يتم توظيفهم من قبل البلدات التي شهدت تفشي الطاعون في أوقات الأوبئة. كانوا يعالجون الأغنياء والفقراء على حد سواء بما أن المدينة هي التي كانت تدفع لهم. ومع ذلك فقد كان معروفا أن بعض هؤلاء الأطباء يطلبون من المرضى وعائلاتهم رسوما إضافية مقابل علاجات خاصة أو أدوية زائفة. ولم يكن أغلبهم قد تلقوا تدريبا مهنيا أو كانوا ذوي خبرة، ولكنهم كانوا في الغالب إما أطباء من الدرجة الثانية لم ينجحوا في عملهم أو كانوا أطباء شبابا يسعون لإثبات أنفسهم. ونادرا ما نجح هؤلاء الأطباء بشفاء مرضاهم. ولم يتعدى عملهم في أغلب الأحيان تسجيل عدد الأشخاص المصابين لأغراض الإحصاء.
كان هؤلاء الأطباء يعالجون مرضى الطاعون بموجب العهد على أنفسهم وكانوا يُعرفون باسم «أطباء المجتمع» أو «أطباء البلديات»، في حين أن «الأطباء العاديين» كانوا أطباء مستقلين وقد يتواجد كلا النوعين من الأطباء في نفس المدينة أو البلدة في نفس الوقت. غالباً ما كان أطباء الطاعون يفتقرون إلى التدريب الطبي وكان يشار إليهم في فرنسا وهولندا بلقب «المجربون». وفي إحدى الحالات، كان أحد أطباء الطاعون بائعا للفاكهة قبل أن يعمل كطبيب.
ارتدى بعض الأطباء في القرن السابع عشر إلى التاسع عشر قناعا شبيها بمنقار يحتوي على مواد عطرية. وقد صممت الأقنعة لحمايتهم من الهواء الفاسد والذي يعتبر سبب العدوى (وفقا لنظرية ميازما). وقد نُسب تصميم هذه الأزياء إلى شارل دي لورم، كبير أطباء لويس الثالث عشر.

## التاريخ
يعود أول وباء طاعون دبلي مسجل في أوروبا إلى منتصف القرن السادس ويدعى في كتب التاريخ «طاعون جستنيان». وكانت أكبر كارثة للطاعون الدبلي في أوروبا هي جائحة الموت الأسود في القرن الرابع عشر، وعانت البلدات اجتماعيا واقتصاديا بسبب موت الناس بأعداد كبيرة. كان أطباء الطاعون ذوي أهمية كبيرة بالنسبة للمدن وتم منحهم امتيازات خاصة. فعلى سبيل المثال، سمح لهم بحرية إجراء عمليات التشريح للبحث عن علاج لهذا الوباء، حيث أن هذه العمليات كانت محظورة بشكل عام في أوروبا القروسطية.
في بعض الحالات، كان أطباء الطاعون ذا قيمة كبيرة بشكل يهدد حياتهم، إذ تذكر حادثة أن مدينة برشلونة أرسلت طبيبين إلى طرطوشة في عام 1650، وأمسك بهم قطاع الطرق وطالبوا بفدية لإطلاق سراحهم، ودفعت مدينة برشلونة فديتهم. استأجرت مدينة أورفييتو طبيبا في عام 1348 ومنحته أربعة أضعاف الأجرة العادية لطبيب. استأجر البابا كليمنت السادس العديد من أطباء الطاعون خلال الموت الأسود، حيث كانوا يرعون المرضى في أفينيون. أما في البندقية فلم يبقى سوى طبيب واحد فقط بحلول عام 1348 من أصل ثمانية عشر طبيبا: خمسة منهم ماتوا بالطاعون، وفُقد اثنا عشر وربما فرّوا.

## الزي
ارتدى بعض أطباء الطاعون ملابس خاصة. ابتكر شارل دي لورم هذه الملابس في عام 1620 واستخدمت أول مرة في نابولي، لكنها انتشرت لاحقًا في جميع أنحاء أوروبا. وتتكون البدلة الواقية من معطف صنع من نسيج خفيف مشمع وقناع به عيون زجاجية وأنف على شكل منقار يحشى عادة بالأعشاب والقش والتوابل. يقوم أطباء الطاعون عادة بحمل قصبة لفحص وتحريك المرضى دون الحاجة إلى الاتصال المباشر معهم.
تضمنت المواد العطرية في المنقار توت العرعر والعنبر والورد وأوراق النعناع والكافور والقرنفل ومحلول الأفيون والمر والستوراكس. كان يعتقد أن هذه البدلة ستوفر الحماية الكافية للطبيب من الأبخرة السامة وهو يرعى المرضى.

## الخدمة العامة
خدم الأطباء الطاعون كموظفين حكوميين في زمن الأوبئة بدءا من جائحة الموت الأسود في أوروبا في القرن الرابع عشر. كانت مهمتهم الرئيسية، إلى جانب رعاية ضحايا الطاعون، هي تسجيل الوفيات بسبب الطاعون في السجلات العامة.
في بعض المدن الأوروبية مثل فلورنسا وبيروجيا، طُلب من الأطباء الطاعون إجراء عمليات التشريح للمساعدة في تحديد سبب الوفاة وكيف لعب الطاعون دوراً فيها. أصبح أطباء الطاعون شهودًا على العديد من الوصايا في تلك الأوقات. كما قدم أطباء الطاعون نصائح لمرضاهم حول سلوكهم قبل الوفاة. اختلفت هذه النصيحة تبعا للمريض، وأصبحت العلاقة بين الطبيب والمريض بعد العصور الوسطى محكومة بقانون أخلاقي أكثر تعقيدا.

## أساليب العلاج
يمارس أطباء الطاعون فصد الدم وغيرها من العلاجات مثل وضع الضفادع أو العلق في الدبل «لإعادة التوازن إلى خلط البدن» كإجراء روتيني عادي. لم يتعامل أطباء الطاعون عموما من مع عامة الناس بسبب طبيعة عملهم وخطر انتشار المرض. كما قد يتم إخضاعهم للحجر الصحي.

## أبرز أطباء الطاعون
هناك طبيب طاعون شهير قدم المشورة الطبية حول التدابير الوقائية الممكنة ضد الطاعون وهو المنجم نوستراداموس. حيث نصح بإزالة الجثث المصابة والتعرض للهواء النقي وشرب المياه النظيفة وشرب عصارة وردة المسك. في كتاب «دراسة عن البقع» Traité des fardemens يظهر نوستراداموس وهو يوصي أيضا بعدم فصد المريض.
تعاقدت مدينة بافيا الإيطالية عام 1479 مع جيوفاني دي فينتورا كطبيب طاعون. نال الطبيب الأيرلندي نيال أو جلاكاين (حوالي 1563؟ –1653) الاحترام في إسبانيا وفرنسا وإيطاليا لشجاعته في علاج العديد من ضحايا الطاعون. كما كان أخصائي التشريح الفرنسي أمبرواز باريه والباحث الإيطالى السويسري باراسيلسوس أطباء طاعون في عصر النهضة.